# Gérard Guse
Gérard Guse (* 6. August 1972 in Bochum) ist ein deutscher Jazzmusiker (Gitarre, Komposition), der in Spanien tätig ist.
Guse wuchs in Barcelona auf; durch seine Großmutter kam er zum Gitarrenspiel. Er ließ sich am Conservatori del Liceu von Barcelona als Jazzgitarrist ausbilden und spielte mit Musikern der katalanischen Szene wie Dani Domínguez, Salvador Toscano, Vicenç Solsona, Juan Pablo Balcázar oder Matías Míguez. 2005 zog er nach Ibiza, wo er mit eigenem Quartett auftrat. Mit dem kenianischen Sänger und Gitarristen Deni Inyani bildete er die Weltmusik-Gruppe Na Lengo, die 2016 bei Ozella Music das Album Na Lengo-Ingoma veröffentlichte. Auch ist er im Trio mit Gina Schwarz und Ramón López aktiv. Unter dem Titel Allotropes veröffentlichte er 2017 bei hipjazz als Solist ein von Joachim Kühn produziertes Debütalbum, das gute Kritiken erhielt.